# Edgar Martins
Edgar Martins (São Paulo, 30 de julho de 1929 - São Paulo, 16 de novembro de 2005) foi um pastor batista e cantor de música sacra cristã, além de ter sido deputado federal.

## Biografia
Edgar era tenor e iniciou sua carreira em 1951, lançando discos de 78 rpm. Foi um dos pioneiros em gravações do gênero no Brasil, ao lado de cantores como Luiz de Carvalho,  Feliciano Amaral, e Josué Barbosa Lira. Membro da Igreja Batista de Represa Nova (bairro de Pedreira, São Paulo), onde depois tornou-se pastor.
Era formado em Jornalismo pela Faculdade de Jornalismo Cásper Líbero (1956), em Teologia pela Faculdade de Teologia de São Paulo (1961), em Ciências Jurídicas e Sociais pela Faculdade de Direito do Sul de Minas (1970) e em Pedagogia pela Faculdade de Educação Princesa Isabel (1974). Foi Deputado Federal por São Paulo, para o mandato 1975-1979, pelo Movimento Democrático Brasileiro. Durante o exercício de mandato, fez curso da Escola Superior de Guerra (1976).
Após ter lançado seu último CD em comemoração aos 50 anos de carreira, e com um legado de quase 30 discos, o cantor faleceu em 15 de novembro de 2005, vítima de um aneurisma cerebral.

## Discografia

### Gravações em 78rpm
- Doce Luz / Bela Cidade
- Foi um Milagre / Segurança
- Mais Perto / Um Bom Amigo
- Orando Sempre / Nada de Desânimo

### Gravações em LP
- 1959: Mais Perto - Músicas de Inspiração
- 1963: Mocidade
- 1966: Cantarei com meu Coração
- 1969: Belos Hinos para uma Linda Voz
- 1970: Divina Graça
- 1973: Trem da salvação (Dueto com Luiz de Carvalho)
- 1974: Que Viagem!
- 1975: Lindos Hinos evangélicos
- 1976: 25 Anos de Louvor
- 1981: Edgar Martins
- 1982: Cidade Santa

### Gravações em CDs
- 2000: Sou Feliz
- Série Especial
- Lindos Hinos
- Coletânea
- 2001: Saudade - 50 Anos de Louvor